# Limestone Valley
Das Limestone Valley (englisch für Kalksteintal) ist ein Tal auf Signy Island im Archipel der Südlichen Orkneyinseln. Es erstreckt sich von der Cemetery Bay in nordwestlicher Richtung, führt auf direktem Weg zum Jane Col und ermöglicht so den Zugang zur Westküste der Insel.
Das UK Antarctic Place-Names Committee benannte es 1974 nach dem Vorkommen an Kalkstein in den Kliffs oberhalb des Tals.